# Вооружённые силы Амбазонии
Вооружённые силы Федеративной Республики Амбазония (англ. Armed Forces of the Federal Republic of Ambazonia) — государственная зонтичная военная организация, предназначенная для защиты суверенитета Амбазонии, защиты её государственных границ и ведения боевых операций. Вооружённые силы управляются Советом самообороны Амбазонии. Сформированы указом президента от 20 марта 2018 года.

## Командование

### Верховный главнокомандующий
Верховным главнокомандующим Федеративной Республики Амбазония является её избранный действующий президент. Верховный главнокомандующий заседает во главе Совета Самообороны Амбазонии (ССА), вводит и отменяет военное положение на территории государства или его отдельных регионов, совместно с ССА решает о ведении боевых действий, привлечения активов и союзников из-за рубежа, контролирует деятельность вооружённых сил.

### Совет самообороны Амбазонии
Совет самообороны Амбазонии — зонтичное объединение из добровольно вошедших в состав ВС ФРА, либо просто их поддерживающих сил, де-факто представляющее собой Генеральный Штаб и исполняет все его функции: от координации действий вооружённых сил и закупки оборудования до планирование и руководством военных компаний и операций.

### Командная структура
Считается, как таковой, чёткой командной структуры вне высшего командования, не существует из-за локальности и разрозненности имеющихся подразделений вооружённых сил, которые при этом используют тактику партизанства, что усложняет управление и руководство для среднего и низшего звена командования.

## История

### Создание
Силы самообороны Амбазонии, а равно и вооружённые силы были сформированы 20 марта 2018 года, указом президента Амбазонии Икоме Сако с целью создания единой базы, официальных вооружённых сил, которые имели бы мандат и право действовать от лица Временного Правительства, а также способствовали бы защите гражданского населения от возросшего числа мародёрств, грабежей, похищений и убийств, которые совершались как бандитами, так и самопровозглашёнными солдатами.

### Англоязычный кризис
В войне за независимость, вооружённые силы Амбазонии показали неоднозначную боевую эффективность: несмотря на численное меньшинство, группировки ВС ФРА удерживают довольно большую часть территорий в сельской местности, пользуясь маломобильностью и необученностью армии Камеруна, однако в открытых боях те терпят поражения, что в частности показали боевые столкновения новообразованных подразделений с Камерунскими силами, приведшие к сокрушительному провалу и сдаче городских районов. При этом отдельно стоит отметить ряд спорных моментов, которые находятся на грани квалификации как военное преступление: обстрел самолёта Camair-Co в 2019 году; блокада департамента Фако, вызывавшая гуманитарный кризис в департаменте в 2019 году.

## Состав вооружённых сил
Фактически, вооружённые силы Амбазонии на момент 2020 года, представляют собой объединение боевых группировок под единым началом. Численность вооружённых сил труднооценима и колеблится на уровне нескольких тысяч человек.

### Основные подразделения
- Силы военной разведки и рекогносцировки Амбазонии, СВРиРА — род войск, предназначенный для ведения военной разведки и рекогносцировки для обеспечения деятельности вооружённых сил и информирования Совета самообороны Амбазонии[12].
- Армия восстановления Амбазонии — фактически, представляет собой военную полицию, предназначение которой осуществляется ведение гарнизонной службы, обеспечение безопасности и правопорядка в прифронтовой полосе, защита граждан Амбазонии от мародёров[13][14]. Глава — бывший камерунский офицер полиции, Паксон Абгор[15].
- Силы самообороны Южного Камеруна — военизированное крыло АНОД, входящее в состав ССА[16].

### Значимые региональные подразделения
- Красные драконы — военизированная милиция, контролирующая и обладающая юрисдикцией над департаментом Лебьялем[13].
- Семь карт — военизированная милиция, контролирующая и обладающая юрисдикцией над коммуной Бафут и всем северным регионом[13].
- Тигры Амбазонии — военизированная милиция, контролирующая и обладающая юрисдикцией над департаментом Манью[13].